# Al-Khwarizmi
Abu Abdullah Muhammad bin Musa al-Khwarizmi (sau Muhammed ibn Musa Horezmi, în arabă ابو عبد الله محمد بن موسى الخوارزمي, în farsi خوارزمی, prescurtat Al-Horezmi; n. 780 d.Hr. – d. 850 d.Hr.) a fost un savant islamic, astronom/astrolog, matematician și scriitor persan. S-a născut probabil în 780 (la Horezm, în actualul Uzbekistan), și a murit către anul 845 d.Hr.

## Contribuții
A fost unul dintre primii clasici ai islamului și primul savant al școlii din Bagdad, deschizător de drumuri în matematică.
Astfel, este adesea citat ca "părintele algebrei", numele acestei discipline matematice având la origine titlul cărții sale al-Kitab al-mukhtasar fi hisab al-jabr wa'l-muqabala (الكتاب المختصر في حساب الجبر والمقابلة).
De la numele lui provine și cuvântul algoritm - procedeu sau sistem de calcul.

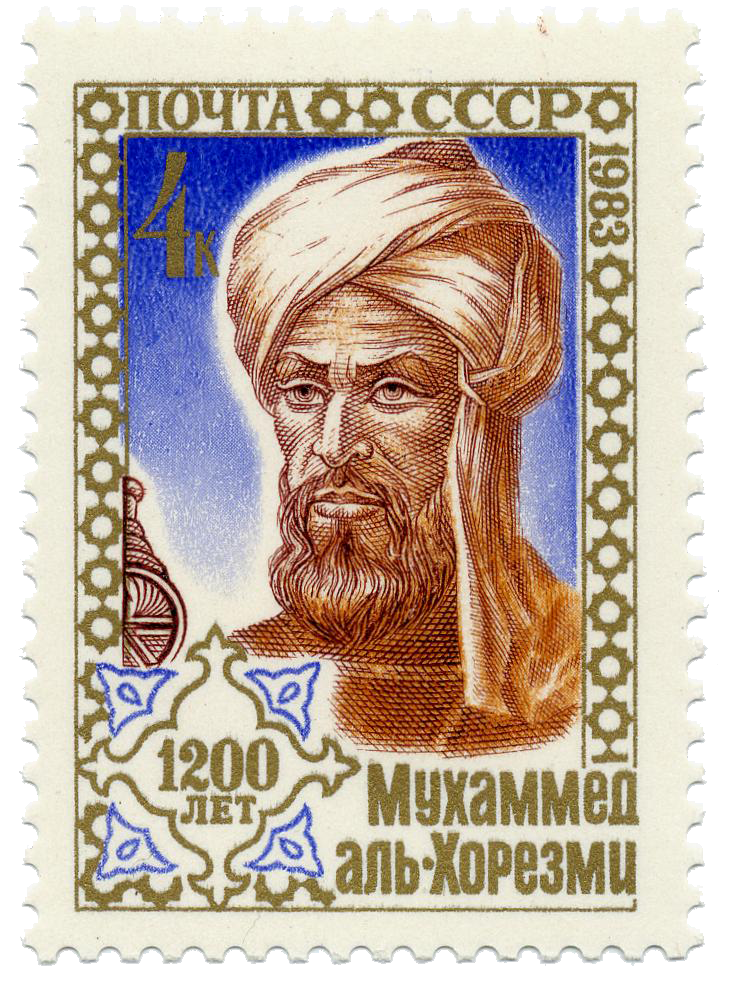
Al-Horezmi, pe un timbru emis în 1983 în Uniunea Sovietică, cu ocazia împlinirii a 1200 de la nașterea sa

Și-a desfășurat activitatea în timpul domniei califului Al-Mamun, care a pus bazele Clădirii Înțelepciunii, instituție de învățământ și cultură, unde erau amplasate și un observator astronomic și o bibliotecă. Al-Horezmi a fost conducătorul matematicienilor și astronomilor care au activat în cadrul acestei prestigioase instituții.
Al-Horezmi a fost un iscusit constructor de instrumente optice și realizator de tabele astronomice. În 1878 s-a găsit un manuscris al său, intitulat Imaginea Pământului.

## Scrieri
De la Al-Horezmi s-au păstrat cinci opere: de aritmetică, algebră, astronomie, geografie și calendar, opere care au avut o influență considerabilă asupra dezvoltării ulterioare a științelor:
- Manual de aritmetică: conține algoritmul care îi poartă numele. Al-Khawarizmi a publicat tratatul său sub numele de Algoritmi de numero Indorum (Al-Khwarizmi despre cifrele indiene), în care descrie diverse operațiuni de calcul aritmetic, printre care și algoritmul, numit astfel după numele său în varianta latină, Algoritmi.[6] Acest tratat a fost tradus în limba latină de către Adelard de Bath. Manuscrisul se păstrează la Biblioteca din Cambridge. După această traducere au cunoscut europenii metoda hindusă de numerație cu zece cifre.
- Tratat de algebră (Al-Kitab al-mukhtasar fi hisab al-jabr wa'l-muqabala), în care s-a ocupat de rezolvarea grafică a ecuațiilor de gradul al doilea.
- Geometria: cuprinde reguli pentru măsurarea figurilor și aplicațiile algebrei în geometrie.
- Tratat de astronomie și geografie.
- Imaginea Pământului.